# Lisa Coleman
Lisa Annette Coleman (wym. [ˈlisə əˈnɛt ˈkoʊlmən]; ur. 17 sierpnia 1960 w Los Angeles) – amerykańska muzyk, kompozytorka i producentka, grająca na instrumentach klawiszowych. Od 1980 jest członkinią zespołu The Revolution, założonego przez Prince’a. Wraz z Wendy Melvoin od 1986 stoi na czele duetu Wendy and Lisa.

## Życiorys
Lisa Annette Coleman urodziła się 17 sierpnia 1960 w Los Angeles w stanie Kalifornia. W wieku 12 lat występowała w wielu amerykańskich i europejskich programach telewizyjnych oraz w talk-show The Merv Griffin Show z zespołem bubblegumrockowym Waldorf Salad. Grupa, w której występowało również rodzeństwo Coleman – brat Gary na perkusji i siostra Debbie na gitarze – oraz Jonathan Melvoin, podpisała w 1973 kontrakt z wytwórnią A&M.
W 1975 Coleman zagrała niewielką rolę pianistki licealnej w filmie telewizyjnym Sarah T. – Portrait of a Teenage Alcoholic (reż. Richard Donner). Mając 19 lat trafiła do zespołu Prince’a, występując na pięciu jego albumach studyjnych – Dirty Mind (1980), Controversy (1981), 1999 (1982), Sign o’ the Times (1987) i Planet Earth (2007) – oraz trzech płytach The Revolution – Purple Rain (1984; ścieżka dźwiękowa do filmu Purpurowy deszcz), Around the World in a Day (1985) i Parade (1986). Coleman brała również udział jako muzyk sesyjny w dwóch side-projectach Prince’a – The Time i Vanity 6.
W 2009 Coleman zagrała na wibrafonie w utworze „Black Gives Way to Blue”, pochodzącym z czwartego albumu studyjnego o tej samej nazwie zespołu Alice in Chains. W 2019 opublikowała pierwszy solowy album Collage.

## Życie prywatne
W kwietniu 2009 Coleman w wywiadzie dla magazynu „Out” wyznała, iż jest lesbijką i w przeszłości była w związku z Wendy Melvoin.

## Dyskografia
Opracowano na podstawie materiału źródłowego:

### Prince
- Dirty Mind (1980)
- Controversy (1981)
- 1999 (1982)
- Sign o’ the Times (1987)
- Planet Earth (2007)
- Piano and a Microphone 1983 (2018; demo; kompozytorka)

### Prince i The Revolution
- Purple Rain (1984; ścieżka dźwiękowa do filmu Purpurowy deszcz)
- Around the World in a Day (1985)
- Parade (1986)

### Wendy and Lisa
- Wendy and Lisa (1987)
- Fruit at the Bottom (1989)
- Eroica (1990)
- Girl Bros (1998)
- White Flags of Winter Chimneys (2008)
- Snapshots {2011; EP)